# Hymenoplia ungulata
Hymenoplia ungulata är en skalbaggsart som beskrevs av Henri de Peyerimhoff 1945. Hymenoplia ungulata ingår i släktet Hymenoplia och familjen Melolonthidae. Inga underarter finns listade i Catalogue of Life.